# 喬治廣場 (愛丁堡)

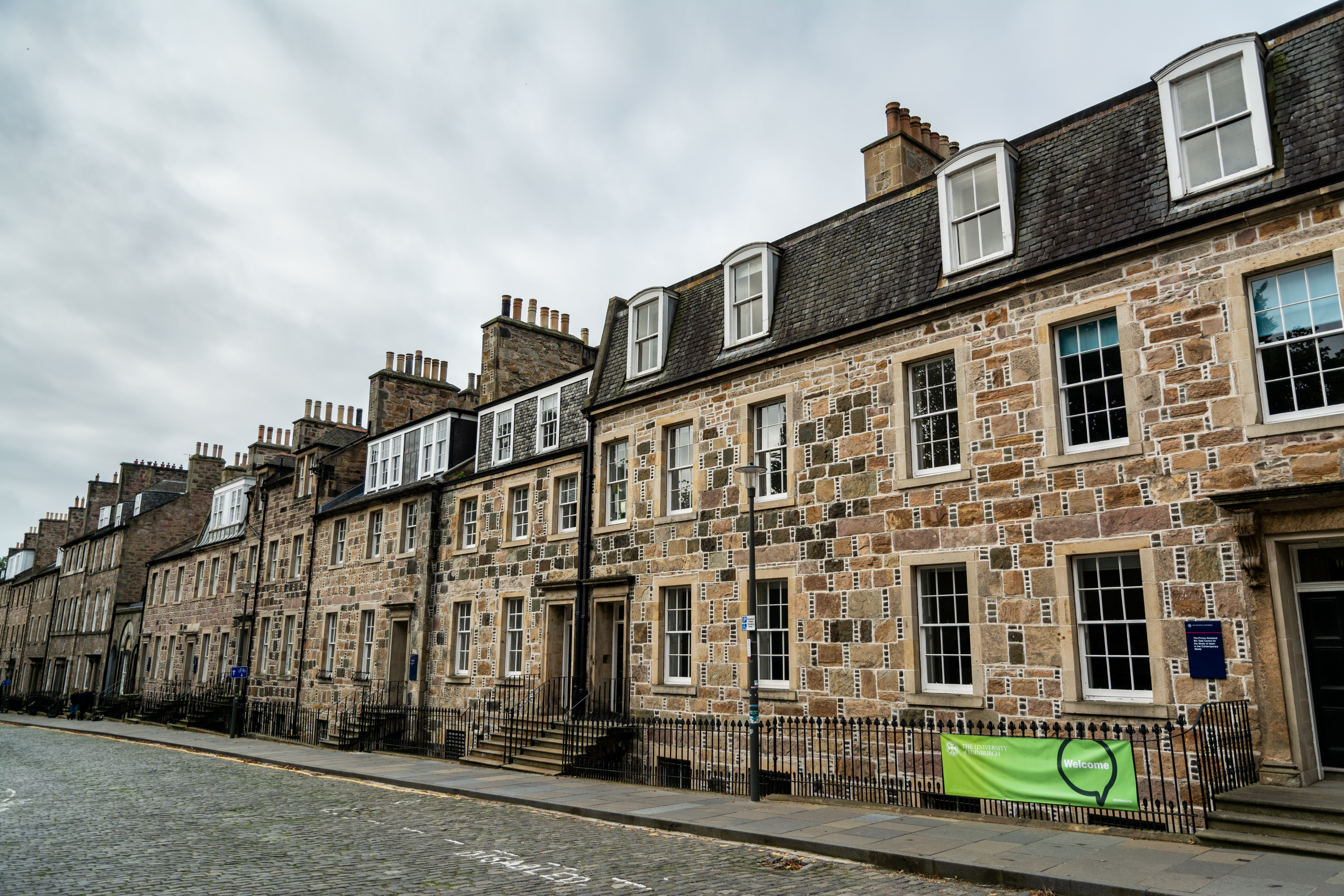
喬治廣場

喬治廣場（George Square）是英國蘇格蘭城市愛丁堡的一個廣場，位於市中心南部，靠近麥道斯。1766年，喬治廣場被劃出愛丁堡舊城，当时是愛丁堡受歡迎的富裕階層住宅區之一。喬治廣場一帶眾多建築都是由愛丁堡大學所有，愛丁堡大學圖書館等设施位于这里。

## 外部連結
- 维基共享资源上的相關多媒體資源：喬治廣場

55°56′37″N 3°11′20″W / 55.9437°N 3.189°W